# Tarrafal de São Nicolau
Tarrafal de São Nicolau é uma vila no costa Oeste de São Nicolau, em Cabo Verde. É a sede do concelho do mesmo nome. Ribeira Brava esse nordeste de cidade. Aeroporto de Preguiça este 8 km leste de cidade e c. 45 km via de caminho via Ribeira Brava.

## História
Tarrafal, que era considerada uma aldeia piscatória, viria a conhecer um acelerado desenvolvimento, que a levaria à categoria de Vila no início da década de noventa.